# Kit de survie
Ne doit pas être confondu avec Sac de survie.
 (septembre 2024).
Si vous disposez d'ouvrages ou d'articles de référence ou si vous connaissez des sites web de qualité traitant du thème abordé ici, merci de compléter l'article en donnant les références utiles à sa vérifiabilité et en les liant à la section « Notes et références ».

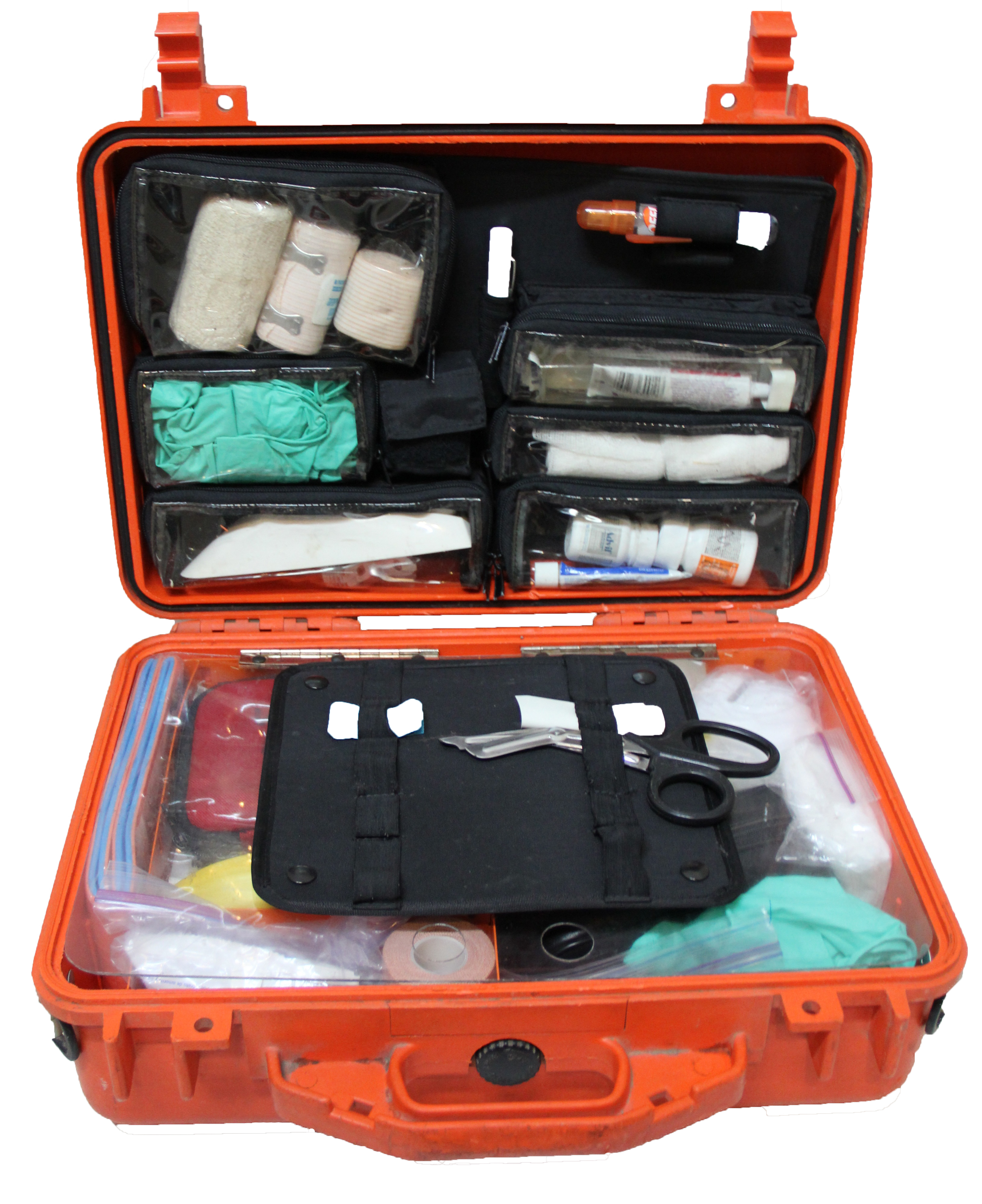
Trousse de premiers soins contenant de l'équipement pour traiter les blessures et les maladies courantes.

Un kit de survie est un paquet contenant un ensemble d'outils et de fournitures préparé et accessible pour aider à la survie en cas de situations d'isolement ou d'urgence. Le kit peut être de tailles et de compositions variées suivant le risque encouru et la charge possible. Ce kit peut prendre la forme d'un sac, appelé « sac de survie » ou « sac d'urgence ».

## Fonction

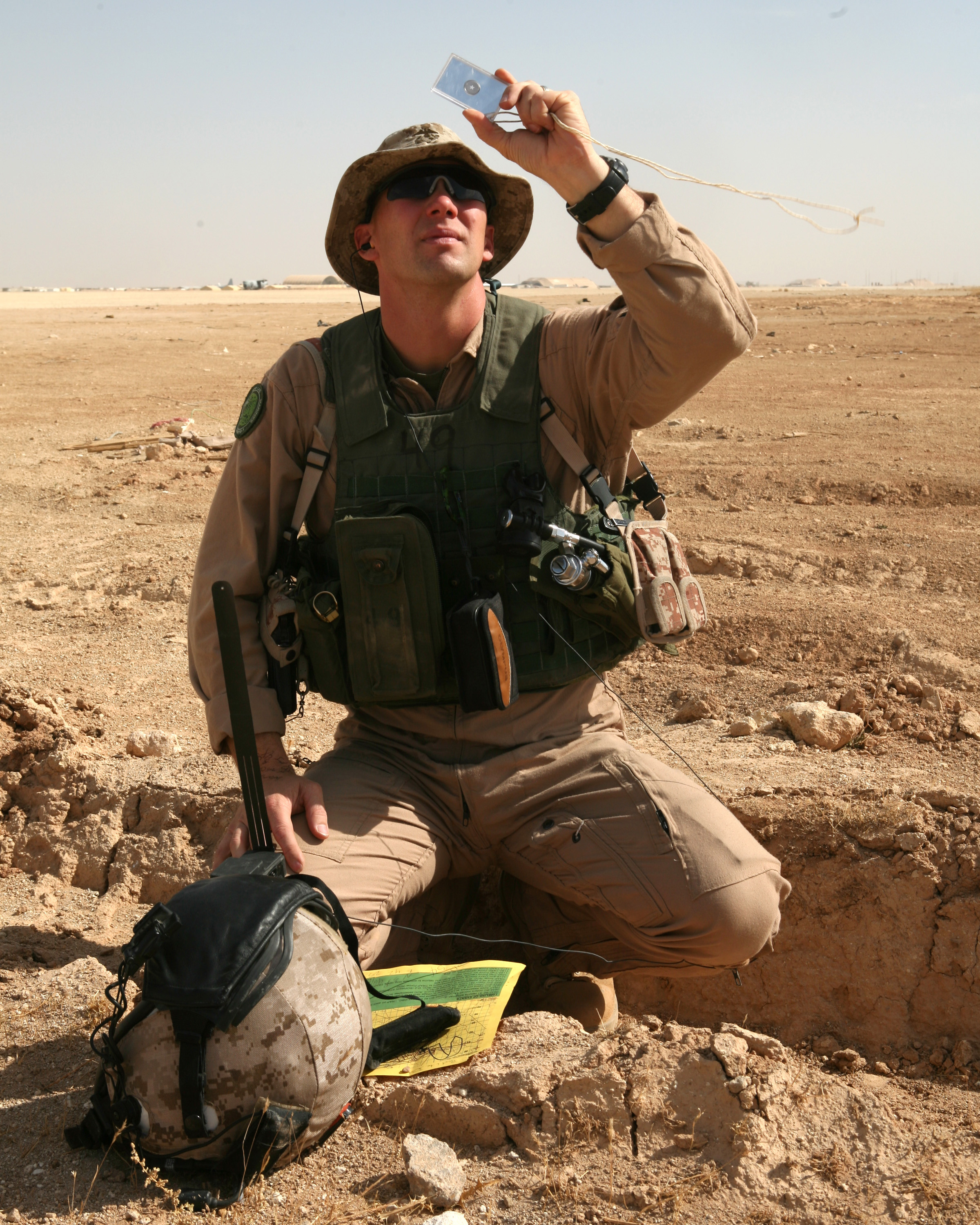
Soldat américain faisant des signaux à un avion avec un petit miroir.

Le contenu d'un kit de survie peut s'adapter à l'environnement, mais il est généralement conçu afin de :
- fournir un abri sommaire ;
- répondre à un besoin de premiers soins (voir trousse de secours) ;
- obtenir de la nourriture et de l'eau ;
- signaler sa présence aux sauveteurs ;
- s'orienter.

Un kit de survie peut contenir des fournitures multifonctions comme : un couteau (souvent un couteau suisse), une lampe de poche, du cordage, un kit de couture.

## Utilisateurs
Les avions militaires, canots de sauvetage, et vaisseaux spatiaux sont équipés de kits de survie.
Des civils tels que les travailleurs forestiers, les arpenteurs, ou les pilotes de brousse, qui travaillent dans des endroits éloignés ou dans des régions aux conditions climatiques extrêmes peuvent également être équipés de kit de survie.
Des fournitures en cas de catastrophe sont aussi à conserver à portée de main par ceux qui vivent dans les zones sujettes à des tremblements de terre ou à d'autres catastrophes naturelles.

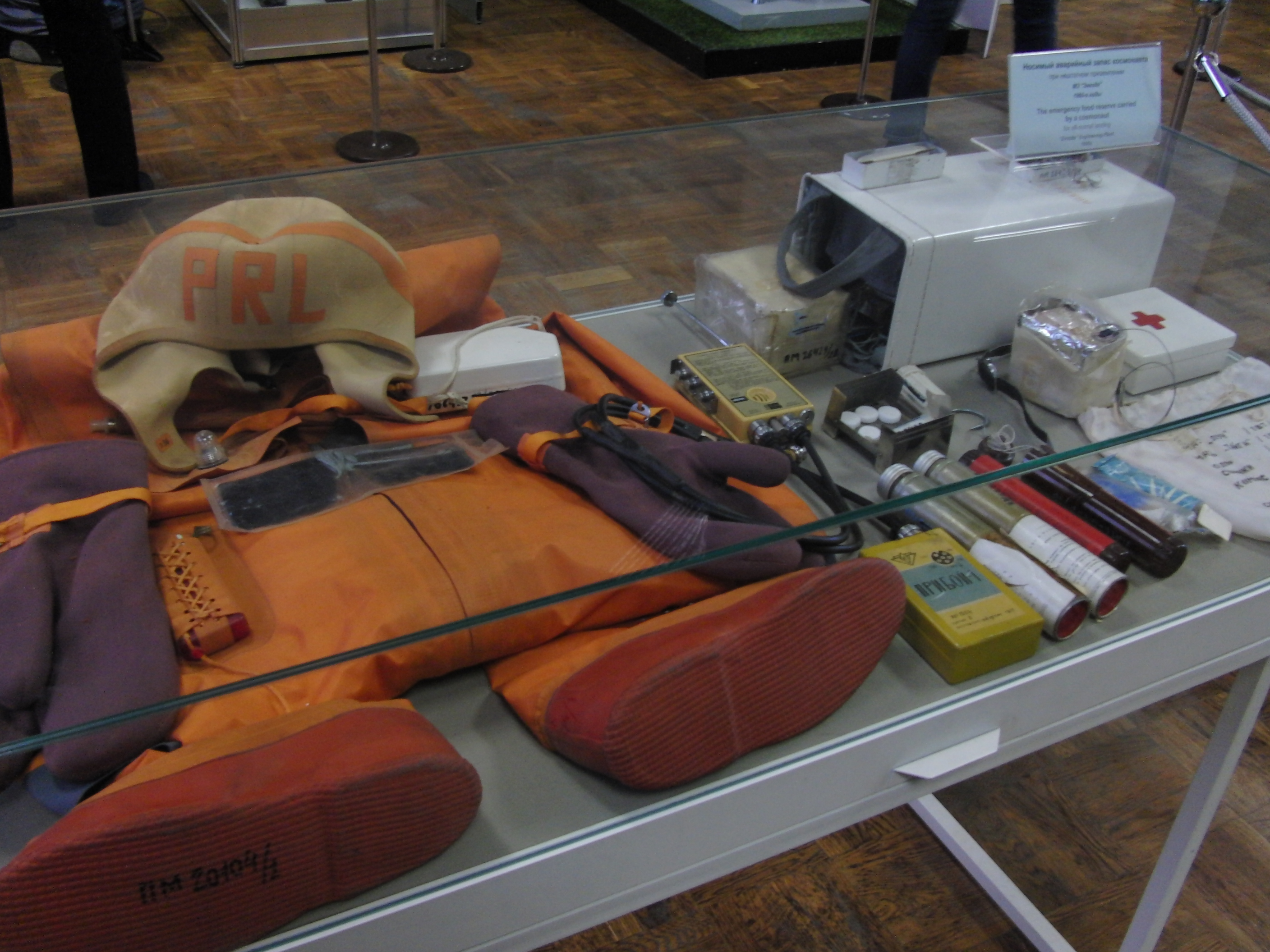
Kit de survie d'un cosmonaute, visible au musée Polytechnique de Moscou.
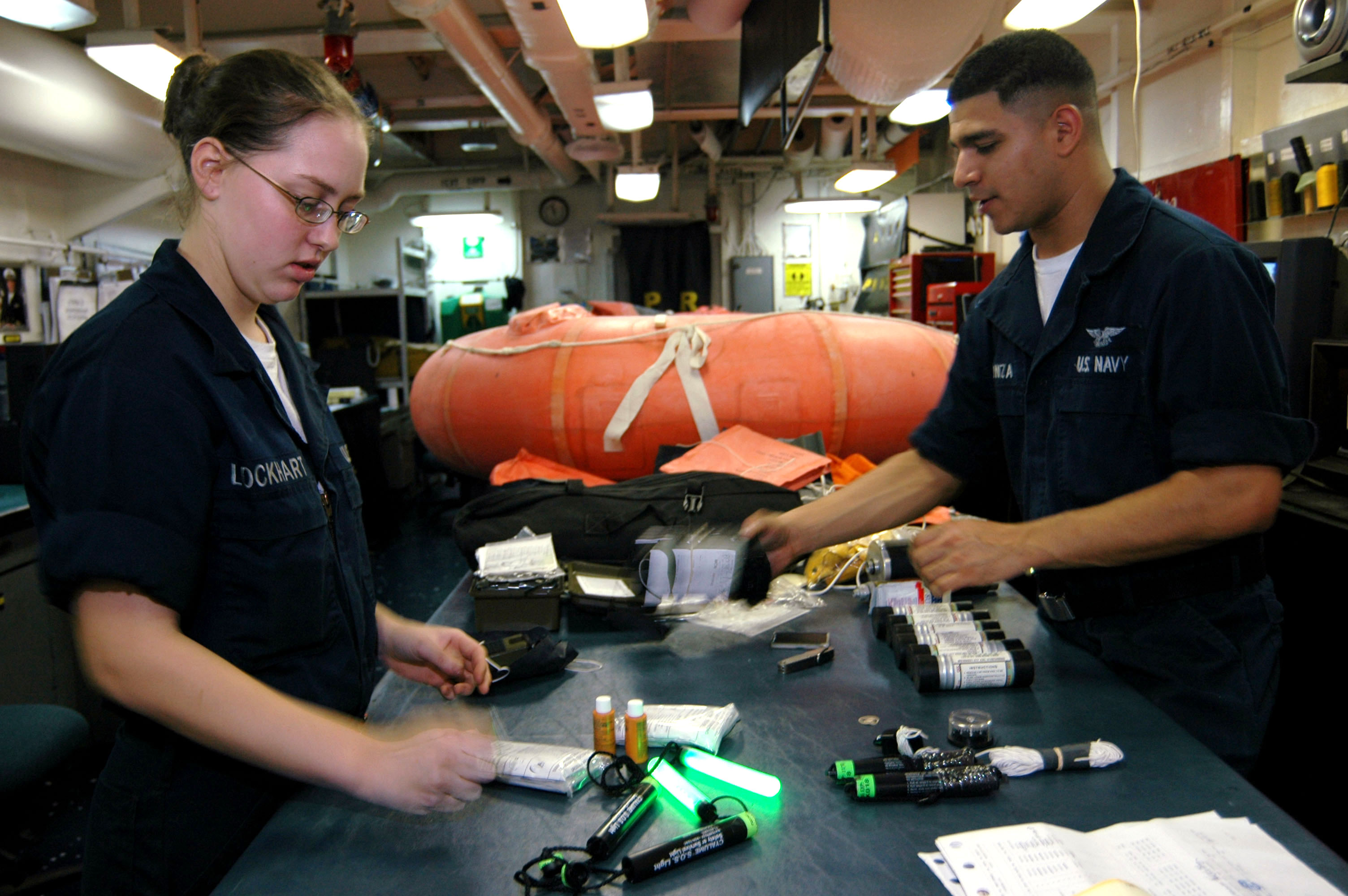
Vérification à bord de l'USS Kitty Hawk (CV-63) d'un kit de survie pour aviateurs avec un radeau de sauvetage, à destination d'un équipage de C-2A Greyhound.
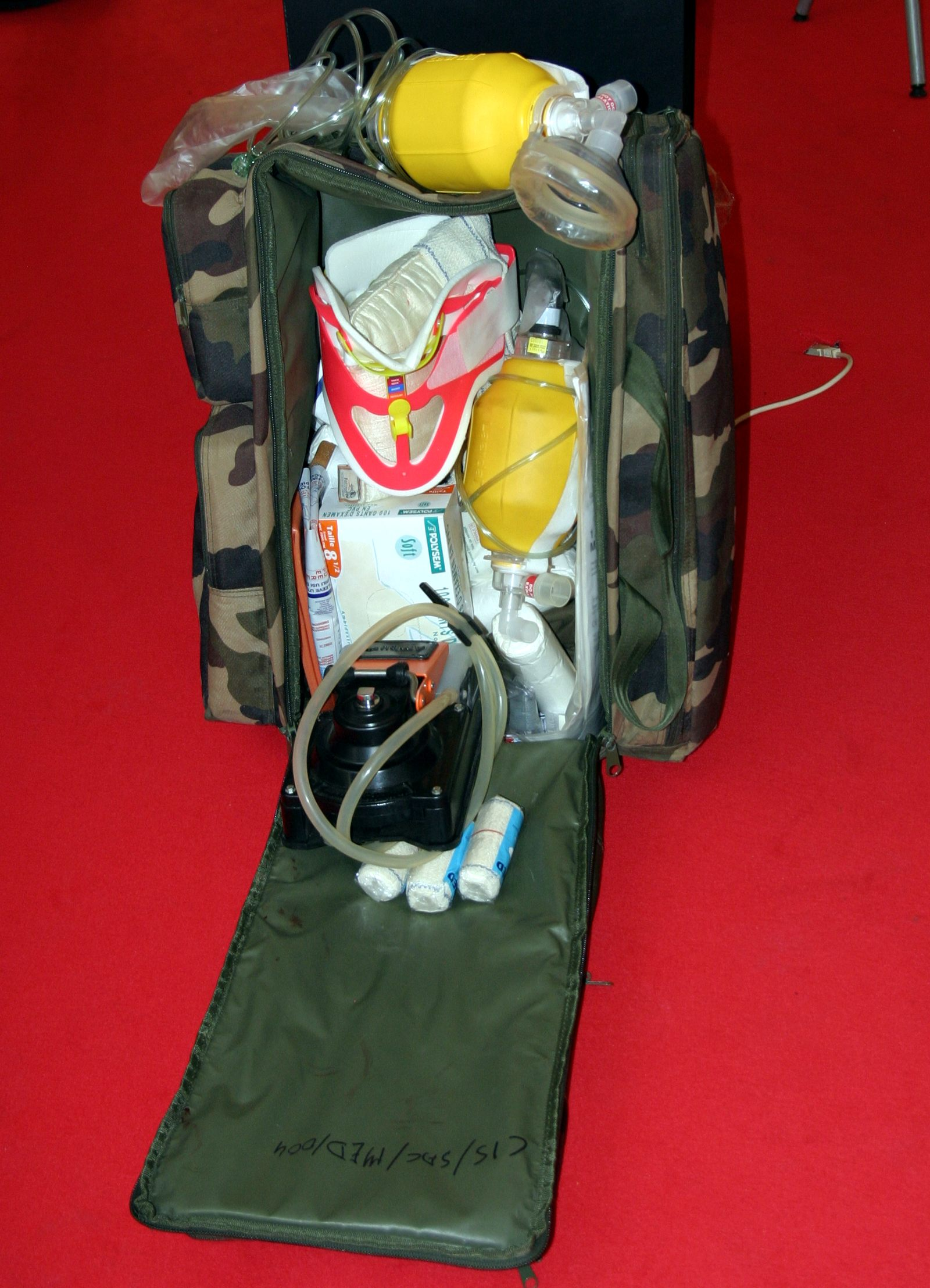
Trousse de secours de l'Armée française.
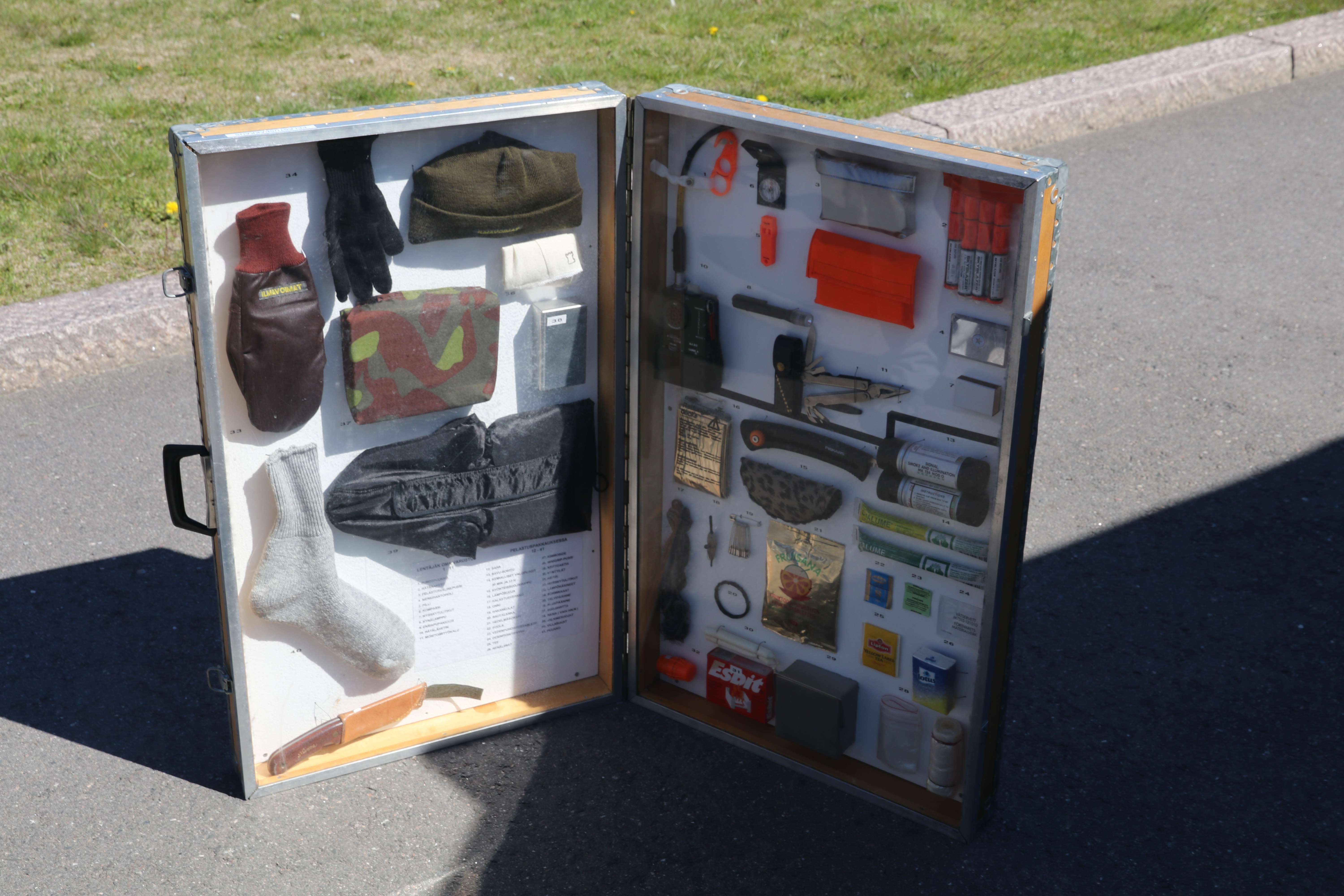
Contenu du kit de survie des pilotes de l'armée finlandaise.

## Contenu

### Abri ou nécessaire de conservation de la chaleur
- Une couverture de survie, afin de conserver la chaleur corporelle et permettre de se signaler.
- Un poncho léger, pour la protection contre le vent et la pluie.
- Une « tente en tube » ou une tente « sur sac », imperméabilisant un sac de couchage.
- Une bâche agricole avec des œillets ou des rubans d'attache, ou simplement un grand sac poubelle.

### Allumage de feu

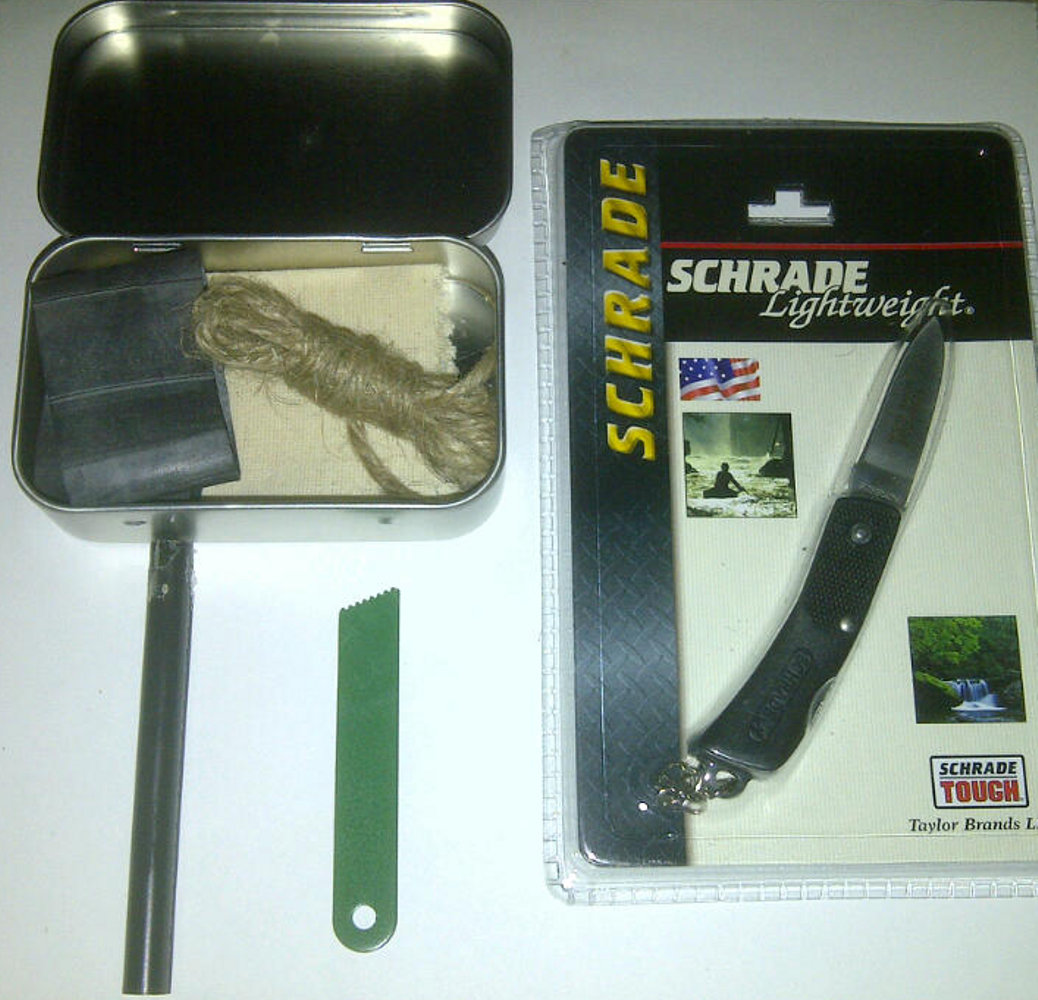
Mini kit pour faire du feu, contenu dans une boite en fer.

- Un briquet, des allumettes imperméables, ou un « firesteel » (marque déposée).
- Des boules de coton ou des tampons de coton enduits de pétrole blanc pour le départ du feu (ou lampant ou CLAMC : « carburant liquide pour appareils mobiles de chauffage »). Elles peuvent être transportées dans un conteneur ou transportées scellées à l'intérieur d'une paille en plastique de grand diamètre.
- De l'amadou, du bois gras, etc.

### Signalisation de sa présence
- Un sifflet.
- Un miroir de signalisation.
- Une lampe clignotante.